# Villers-sur-Bar
Villers-sur-Bar ist eine französische Gemeinde mit 240 Einwohnern (Stand 1. Januar 2022) im Département Ardennes in der Region Grand Est (vor 2016 Champagne-Ardenne). Die Gemeinde gehört zum Arrondissement Sedan und zum Kanton Sedan-1. Die Einwohner werden Villerois genannt.

## Geografie
Villers-sur-Bar liegt etwa acht Kilometer westsüdwestlich des Stadtzentrums von Sedan an der Maas (frz. Meuse), in die hier die Bar mündet. Umgeben wird Villers-sur-Bar von den Nachbargemeinden Donchery im Norden und Osten, Cheveuges im Südosten, Saint-Aignan im Süden, Hannogne-Saint-Martin im Südwesten und Westen, Dom-le-Mesnil im Westen und Nordwesten sowie Vrigne-Meuse im Nordwesten.

## Bevölkerungsentwicklung
| 1962                       | 1968 | 1975 | 1982 | 1990 | 1999 | 2006 | 2019 |
| -------------------------- | ---- | ---- | ---- | ---- | ---- | ---- | ---- |
| 190                        | 168  | 183  | 198  | 252  | 235  | 250  | 253  |
| Quellen: Cassini und INSEE |      |      |      |      |      |      |      |

## Sehenswürdigkeiten
- Kirche Saint-Rémi aus dem 13. Jahrhundert

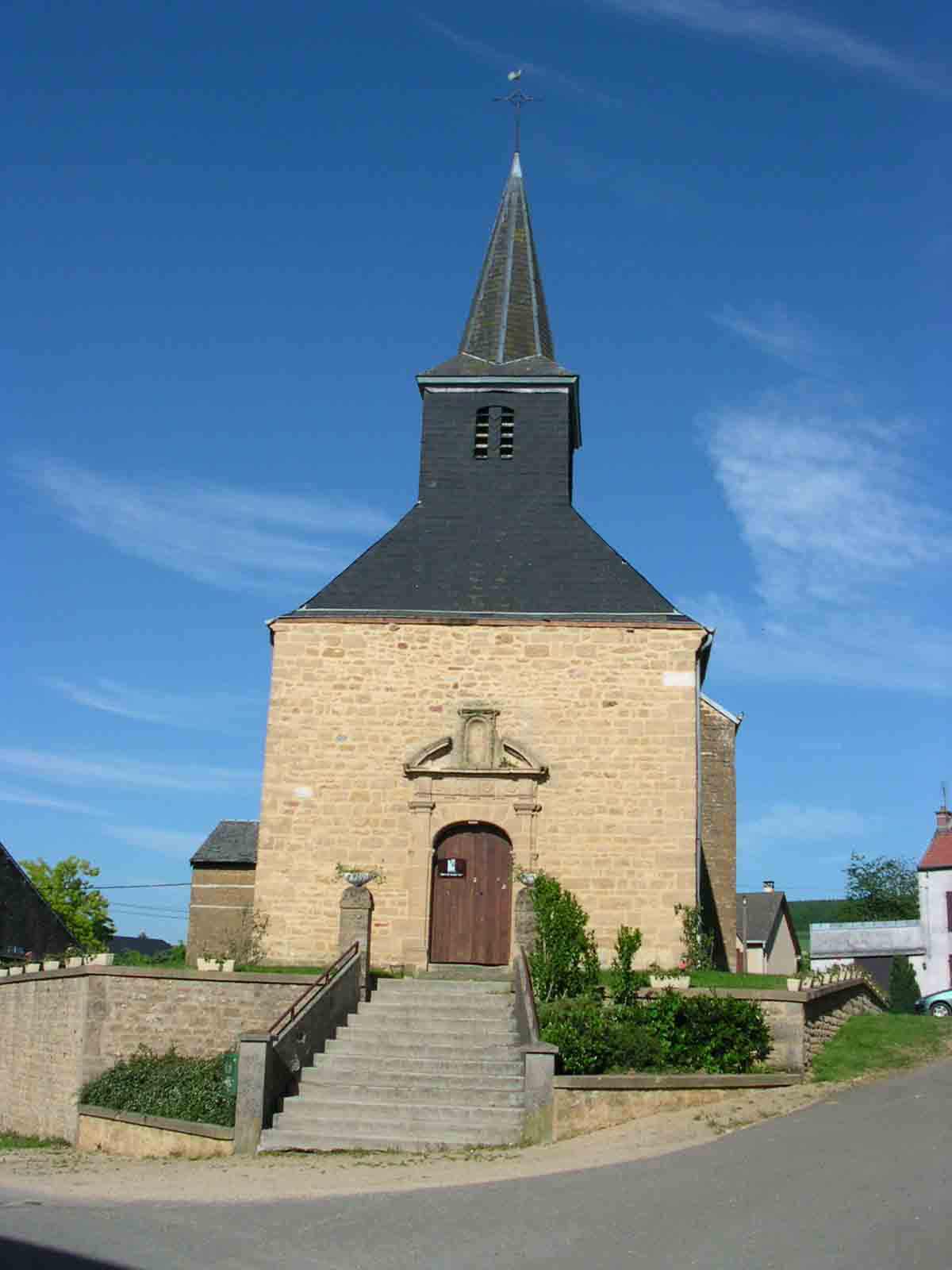
Kirche Saint-Rémi